# Lemniscomys griselda
Lemniscomys griselda је врста глодара из породице мишева (Muridae).

## Распрострањење
Врста је присутна у Анголи, ДР Конгу и Замбији.

## Станиште
Станиште врсте су саване.

## Угроженост
Ова врста није угрожена, и наведена је као последња брига јер има широко распрострањење.